# Quần tây
Quần tây (hay có nơi gọi là quần âu) là một loại trang phục quen thuộc hiện nay. Tính tới thời điểm hiện tại đây là loại trang phục duy nhất còn tồn tại và thịnh hành cho đến ngày nay. Quần âu được làm từ những chất liệu như kaki, vải thô, coton, …